# Корнхаузер-Дуда, Агата
Агата Корнхаузер-Дуда (пол. Agata Kornhauser-Duda; 2 апреля 1972, Краков, ПНР) — польский общественный деятель. Жена 10-го президента Польши Анджея Дуды.

## Биография
Родилась в семье Юлиана Корнхаузера, известного польско-еврейского писателя, переводчика и литературного критика, который в 1981 году посвятил ей книгу стихов. Мать Агаты Дуды, Алиция Войны-Корнхаузер, по образованию полонистка. Имеет одного брата,  Якуба, поэта и переводчика.
После окончания школы, поступила на факультет немецкой филологии Ягеллонского университета, в 1997 году получила степень магистра. Её дипломная работа была посвящена творчеству немецкого писателя и режиссёра
Хорста Бинека.
После окончания университета сначала работала в частной компании, а с октября 1998 по 2015 год была учителем немецкого языка средней школы в Кракове. Помимо педагогической деятельности, участвовала в организации межшкольных обменов студентами из немецкоязычных стран.
Со своим будущим мужем Анджеем первая леди познакомилась в последнем классе школы на вечеринке по случаю дня рождения одноклассника. В 1990 году они стали встречаться, а 21 декабря 1994 года вышла замуж за Анджея Дуду, который 6 августа 2015 года стал президентом Польши.
В 1995 году у пары родилась дочь Кинга, ныне студентка юридического факультета Ягеллонского университета.
Агата Дуда никогда не принадлежала к политическим партиям. Первая леди, как и положено филологу, увлекается литературой — читает книги Исабель Альенде, Марио Варгас Льоса, детективы и немецкую литературу в оригинале.
Как первая леди Агата Дуда приняла участие в 514 официальных визитах внутри страны и 66 за рубежом. Также участвовала в 476 мероприятиях, проводимых в Президентском Дворце. Она сторонится политики, фокусируясь на благотворительной деятельности.

## Награды
- Великий офицер ордена Леопольда I (2015, Бельгия)
- Большой крест ордена Заслуг (2016, Норвегия)
- Большой Крест ордена Белой Розы Финляндии (2017, Финляндия)
- Медаль Святого брата Альберта (2017)
- Большой крест ордена Макариоса III (2021, Республика Кипр)[4]
- Большой крест ордена «За заслуги перед Итальянской Республикой» (2023, Италия)
- Большой крест ордена Витаутаса Великого (4 июля 2023 года, Литва)[5]
- Орден княгини Ольги I степени (4 сентября 2023 года, Украина) — за весомый личный вклад в укрепление межгосударственного сотрудничества, поддержку государственного суверенитета и территориальной целостности Украины, популяризацию Украинского государства в мире[6]
- Большой крест ордена Заслуг pro Merito Melitensi (2025, Мальтийский орден)[7]
- Орден Креста земли Марии I степени (7 апреля 2025 года, Эстония)[8]